# 가키우치 유지
가키우치 유지(일본어: 垣内 友二, 1969년 8월 31일 ~ )는 일본의 전 축구 선수이다.

## 구단 경력
1992년 재팬 풋볼 리그의 교토 자광 클럽(교토 퍼플 상가)에 입단했다. 1995년 재팬 풋볼 리그 준우승으로 J1리그로 승격했다. 1996년까지 62경기에 출전하여, 3득점을 넣었다. 1997년부터 1998년까지 알비렉스 니가타에서 뛰었다. 1998년후 현역 은퇴.